# Marcos Ledesma
Marcos Ignacio Ledesma (Rio Cuarto, 15 settembre 1996) è un calciatore argentino, portiere del Barracas Central in prestito dal Defensa y Justicia.

## Carriera
Ledesma ha iniziato a giocare a calcio nell'Estudiantes (RC) per poi passare al Quilmes nel 2014. Ha debuttato in prima squadra il 2 dicembre 2017 nell'incontro di Primera B Nacional perso 1-0 contro l'Instituto (C) e a partire dalla stagione successiva è diventato il portiere titolare del club biancoblu.
Nell'agosto del 2020 è stato acquistato dal Defensa y Justicia ed ha debuttato il 29 novembre nell'incontro di Copa Diego Armando Maradona perso 3-2 contro il Central Córdoba (SdE). Diventato riserva di Ezequiel Unsain, il 3 gennaio 2022 è stato ceduto in prestito al Platense dove ha disputato da titolare la Primera División 2022. Nel gennaio del 2023 è passato con la stessa formula al Central Córdoba (SdE), risultando anche in questo caso titolare nella seconda parte di stagione. L'8 gennaio 2024 è stato ceduto in prestito per il terzo anno consecutivo, al Gimnasia (LP).

## Statistiche

### Presenze e reti nei club
Statistiche aggiornate al 4 maggio 2025.
| Stagione                  | Squadra                   | Campionato                | Campionato | Campionato | Coppe nazionali | Coppe nazionali | Coppe nazionali | Coppe continentali | Coppe continentali | Coppe continentali | Altre coppe | Altre coppe | Altre coppe | Totale | Totale | Totale |
| Stagione                  | Squadra                   | Comp                      | Pres       | Reti       | Comp            | Pres            | Reti            | Comp               | Pres               | Reti               | Comp        | Pres        | Reti        | Pres   | Reti   |        |
| ------------------------- | ------------------------- | ------------------------- | ---------- | ---------- | --------------- | --------------- | --------------- | ------------------ | ------------------ | ------------------ | ----------- | ----------- | ----------- | ------ | ------ | ------ |
| 2017-2018                 | Quilmes                   | PBN                       | 2          | -1         | -               | -               | -               | -                  | -                  | -                  | -           | -           | -           | 2      | -1     |        |
| 2018-2019                 | Quilmes                   | PBN                       | 15         | -15        | -               | -               | -               | -                  | -                  | -                  | -           | -           | -           | 15     | -15    |        |
| 2019-2020                 | Quilmes                   | PBN                       | 21         | -24        | -               | -               | -               | -                  | -                  | -                  | -           | -           | -           | 21     | -24    |        |
| Totale Quilmes            | Totale Quilmes            | Totale Quilmes            | 38         | -40        |                 | -               | -               |                    | -                  | -                  |             | -           | -           | 38     | -40    |        |
| ago.-dic. 2020            | Defensa y Justicia        | PD                        | 0          | 0          | CA+CdS+CM       | 0+0+7           | -14             | CL+CS              | 0                  | 0                  | -           | -           | -           | 7      | -14    |        |
| 2021                      | Defensa y Justicia        | PD                        | 0          | 0          | CA+CdL          | 0+1             | -5              | CL                 | 0                  | 0                  | RS          | 0           | 0           | 1      | -5     |        |
| Totale Defensa y Justicia | Totale Defensa y Justicia | Totale Defensa y Justicia | 0          | 0          |                 | 8               | -19             |                    | 0                  | 0                  |             | 0           | 0           | 8      | -19    |        |
| 2022                      | Platense                  | PD                        | 27         | -25        | CA+CdL          | 1+1             | -1 + -3         | -                  | -                  | -                  | -           | -           | -           | 29     | -29    |        |
| 2023                      | Central Córdoba (SdE)     | PD                        | 18         | -21        | CA+CdL          | 0               | 0               | -                  | -                  | -                  | -           | -           | -           | 18     | -21    |        |
| 2024                      | Gimnasia (LP)             | PD                        | 18         | -11        | CA+CdL          | 3+0             | -2              | -                  | -                  | -                  | -           | -           | -           | 21     | -13    |        |
| 2025                      | Barracas Central          | PD                        | 16         | -18        | CA              | 1               | -2              | -                  | -                  | -                  | -           | -           | -           | 17     | -20    |        |
| Totale carriera           | Totale carriera           | Totale carriera           | 117        | -115       |                 | 14              | -27             |                    | 0                  | 0                  |             | 0           | 0           | 131    | -142   |        |

## Palmarès

### Club

#### Competizioni internazionali
- Coppa Sudamericana: 1

Defensa y Justicia: 2020
- Recopa Sudamericana: 1

Defensa y Justicia: 2021